# Дім Кооперації
Будинок кооперації, зараз — Північний корпус Харківського університету — одна з будівель університетського комплексу Харківського національного університету імені В. Н. Каразіна, розташована на майдані Свободи у центрі міста. Будівля входить до складу Харківських висоток та є пам'яткою архітектури та містобудування місцевого значення.

## Історія

Первісний проєкт будівлі

Будівництво розпочалося у 1929 році. Архітекторами були академік Олександр Іванович Дмитрієв та Оскар Рудольфович Мунц. Передбачалося, що будівля буде зведена у стилі конструктивізму, однак не з залізобетону, як інші Харківські висотки, а з цегли, що суттєво подовжило терміни будівництва. Спочатку планувалося, що у будівлі розміститься Будинок уряду УСРР, однак згодом її передали центру управління сільським господарством України. У 1934 році, у зв'язку з поверненням столиці УРСР до Києва, недобудовану будівлю передали Військово-господарській академії (згодом — Військова інженерна академія ППО імені Говорова).
Роботи першої черги було завершено у 1930-х роках, і до початку Німецько-радянської війни зведено лише третину споруди, тільки бічні крила. Унаслідок бойових дій збудовані частини споруди частково пошкоджені, однак серйозних руйнувань, як, наприклад, будинок Проєктів навпроти, не зазнали. Після закінчення війни роботи над будівлею були відновлені, однак на заміну функціональному конструктивізму в архітектурі СРСР прийшов новий період із застосуванням вже пишного стилю ампір. Будівництво тривало до 1954 року за проєктом архітекторів Петра Юхимовича Шпари, М. П. Євтушенка, Олександра Васильовича Лінецького. Згідно з новим проєктом, остаточний варіант мав включати центральну 12-поверхову вежу і два бічні 8-поверхові корпуси, зведені з цегли. Над центральним корпусом мала з'явитися велика башта зі шпилями, яка не була реалізована.
У 1996 році ВІРТА була реорганізована у Харківський військовий університет. У 2004 році університет було ліквідовано, а будівлю передано Харківському національному університету. Тут розмістилися кілька факультетів, зокрема: факультет комп'ютерних наук, медичний, фізико-енергетичний, філософський, соціологічний та інші. 17 листопада 2010 року поруч із Північним корпусом були відкриті пам'ятники історику Дмитру Івановичу Багалію та математику Олександру Михайловичу Ляпунову, які свого часу працювали у Харківському університеті. 2014 року в будівлі відкрили науково-демонстраційний освітній «ЛандауЦентр», а наступного року — художню галерею імені Генріха Семирадського, який деякий час навчався в ХНУ. 29 січня 2025 з боку проспекту Науки був відкритий пам'ятник Генріху Семирадському.
Будівля включена до переліку пам'яток архітектури та містобудування місцевого значення (охоронний номер № 7375-Ха). Будівля неодноразово страждала від російських обстрілів у 2022—2025 роках. Було вибито вікна, двері, пошкоджено фасади.

## Галерея

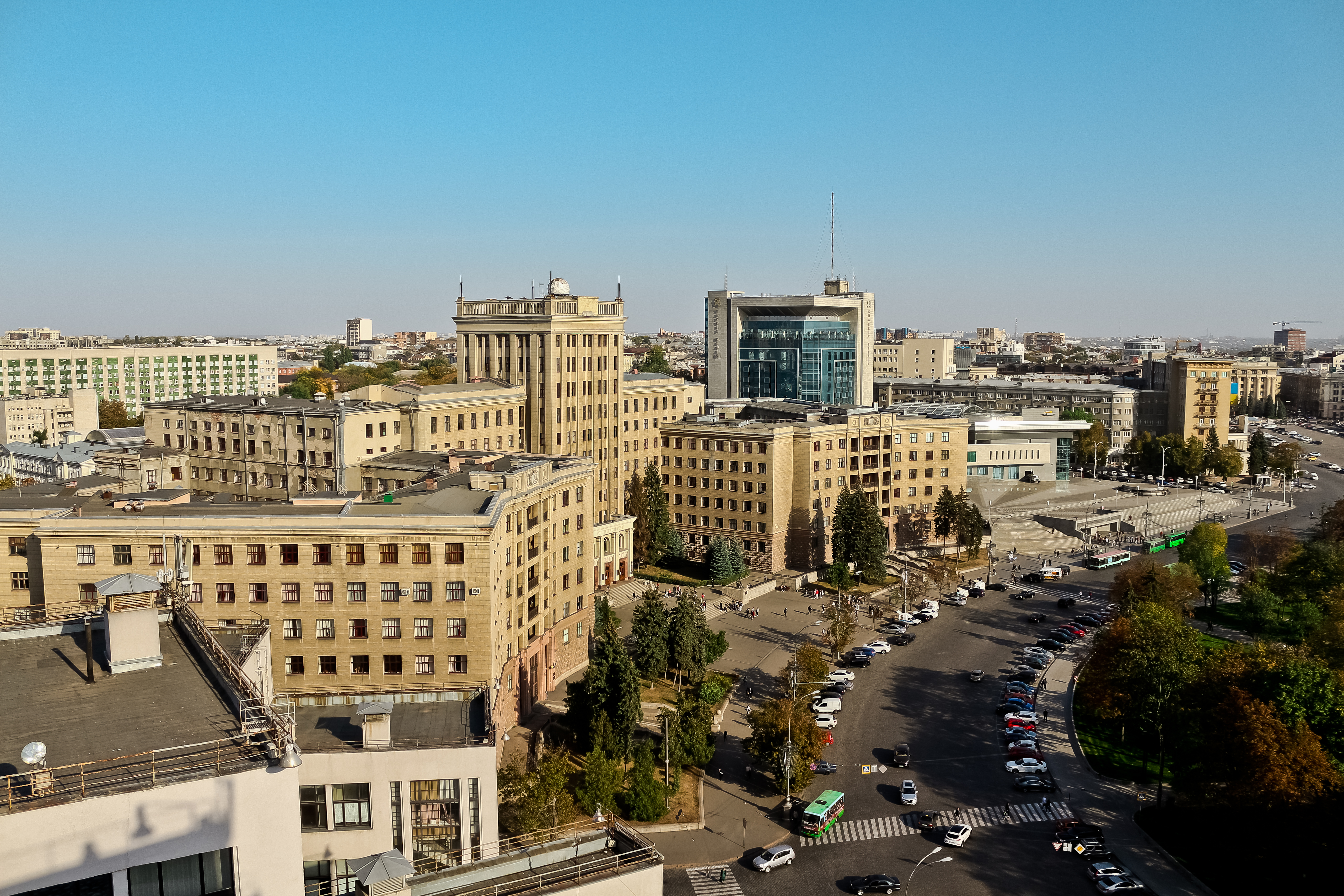
Будівля з даху Держпрому
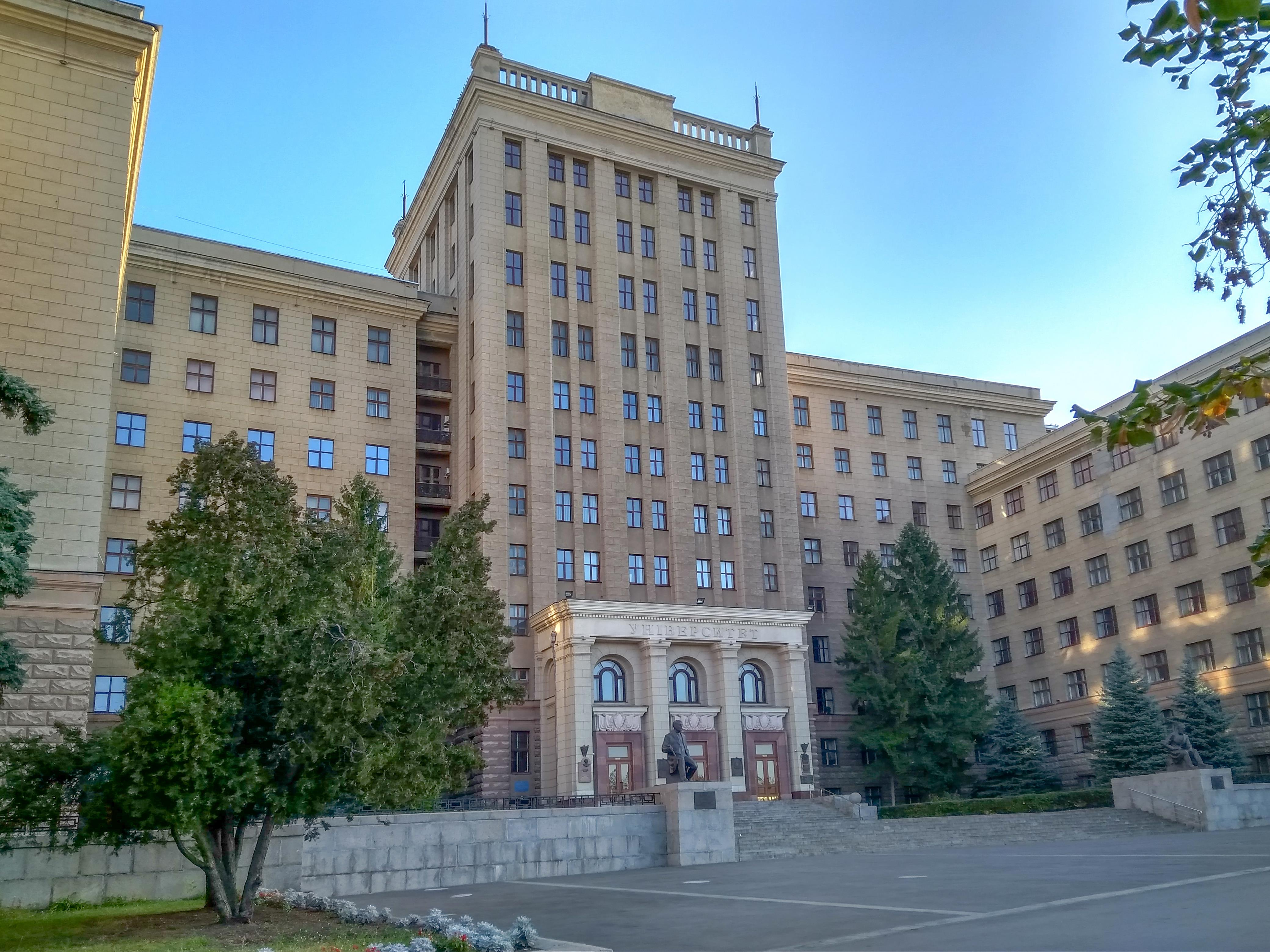
Центральний корпус
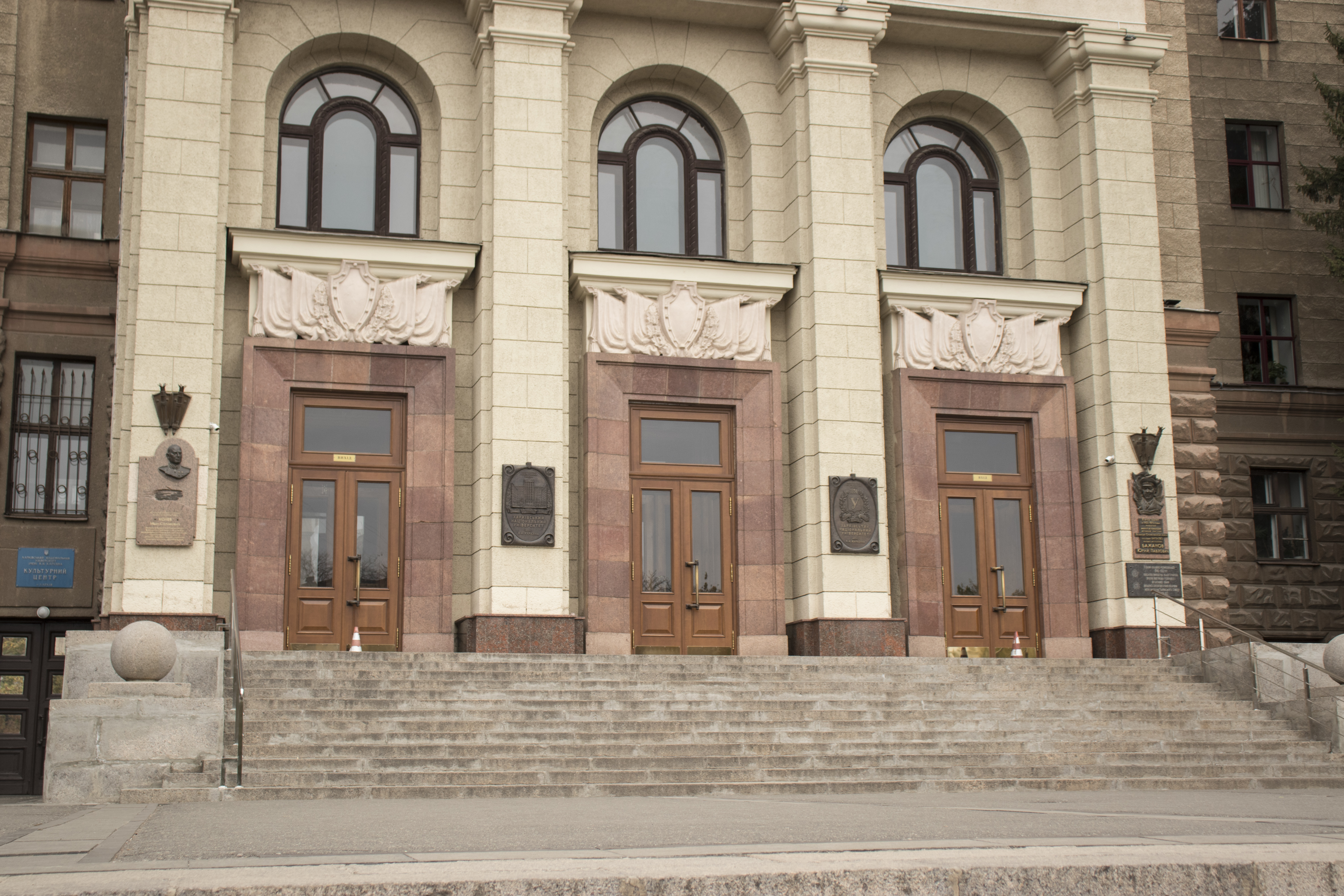
Вхід у будівлю
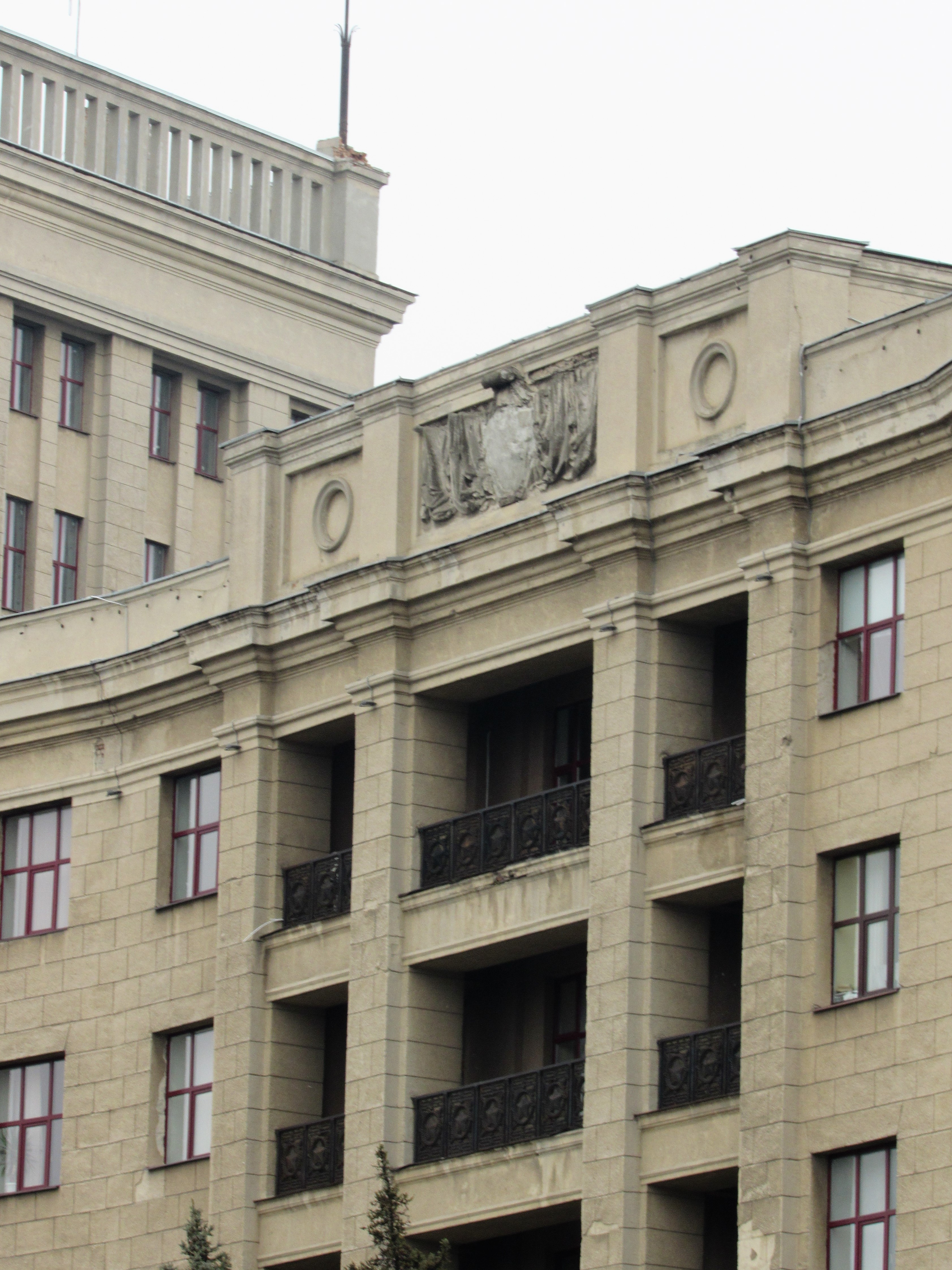
Балкони та картуш з прапорами
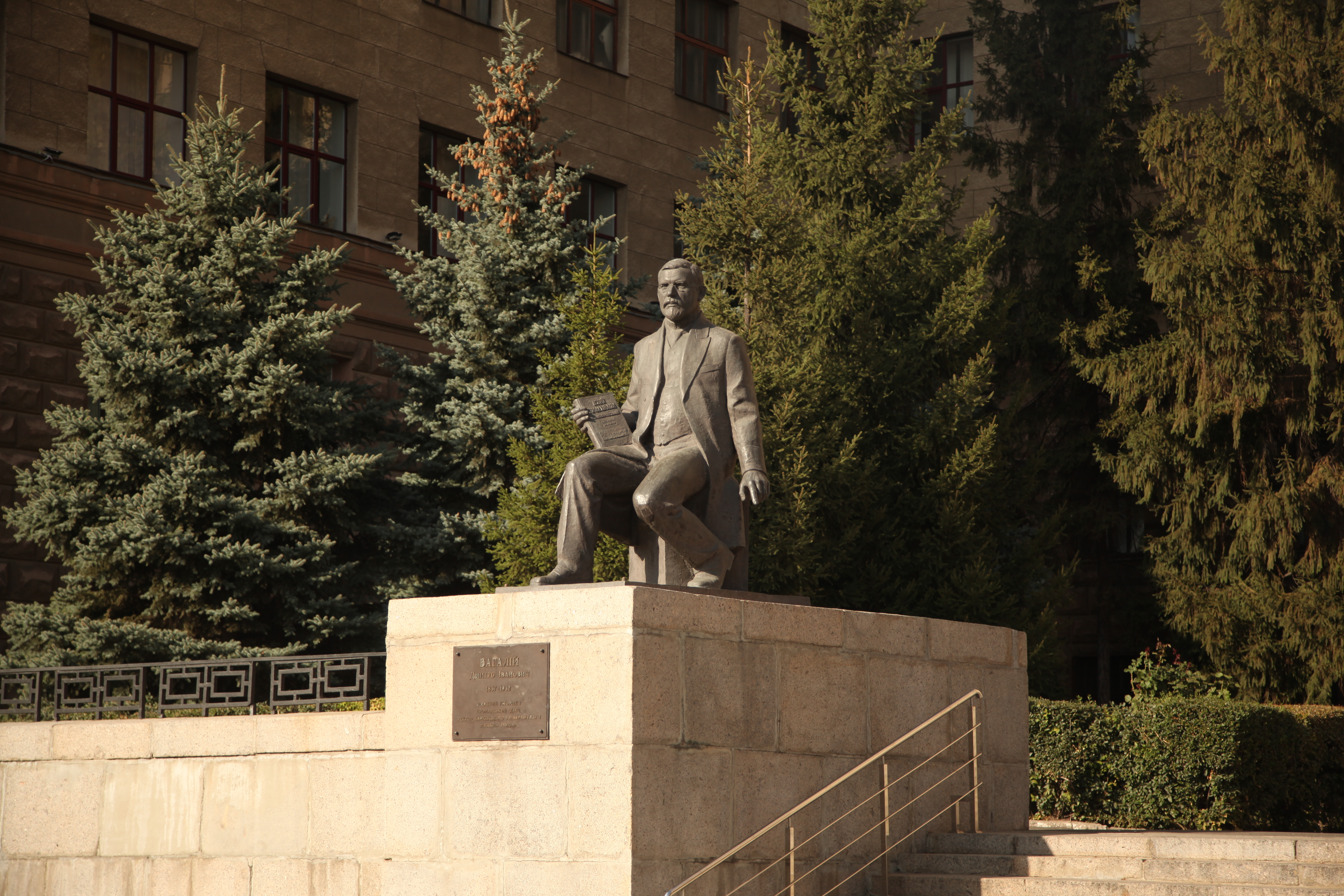
Пам'ятник Д.І. Багалію
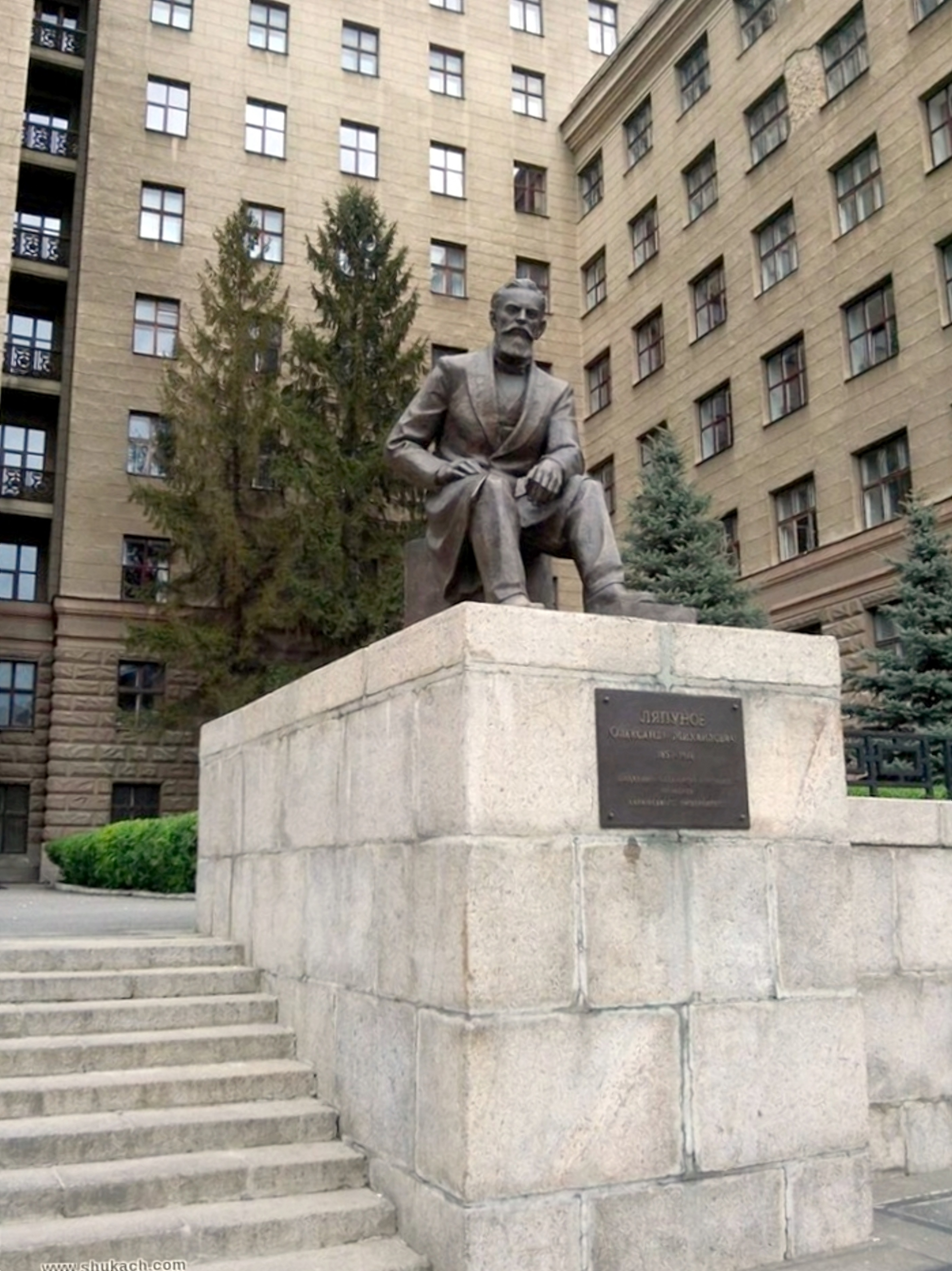
Пам'ятник О.М. Ляпунову